# El Copey
El Copey è un comune della Colombia facente parte del dipartimento di Cesar.
Il centro abitato venne fondato da José Antonio Gutiérrez nel 1936, mentre l'istituzione del comune è del 1971.